# Bermudas en los Juegos Paralímpicos de París 2024
Bermudas estuvo representada en los Juegos Paralímpicos de París 2024 por dos deportistas femeninas. El equipo paralímpico bermudeño no obtuvo ninguna medalla en estos Juegos.